# Soviétisation

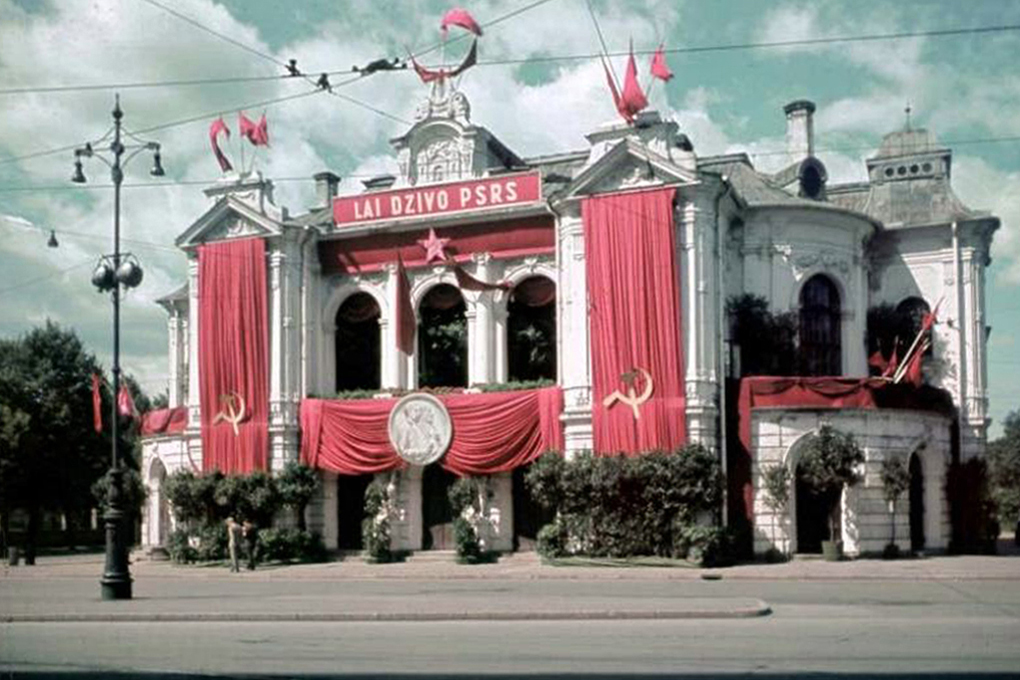
Le théâtre national de Lettonie décoré de symboles soviétiques (marteau et faucille, étoile rouge, drapeaux rouges et un double portrait de Lénine et Staline) après l'occupation soviétique en 1940. Le texte en haut dit « Vive l'URSS! »

La soviétisation (en russe : cоветизация) est l'adoption d'un système politique basé sur le modèle des soviets (conseils ouvriers) ou l'adoption d'un mode de vie, d'une mentalité et d'une culture inspirés de l'Union soviétique. Cela incluait souvent l'adoption de l'écriture cyrillique et parfois aussi de la langue russe.
Une vague notable de soviétisation (au second sens) s'est produite en Mongolie et plus tard pendant et après la Seconde Guerre mondiale en Europe centrale, dans les pays constituant le bloc de l'Est (Tchécoslovaquie, Allemagne de l'Est, Hongrie, Pologne, etc.). Au sens large, cela incluait l'adoption (volontaire ou forcée) d'institutions, de lois, de coutumes, de traditions et du mode de vie soviétiques, à la fois au niveau national et dans les petites communautés. Cela était généralement promu et accéléré par la propagande visant à créer un mode de vie commun dans tous les États de la sphère d'influence soviétique. Dans de nombreux cas, la soviétisation s'est également accompagnée de la réinstallation forcée de grandes catégories d'« ennemis de classe » (koulaks ou osadniks, par exemple) vers les camps de travail du Goulag et les colonies d'exil.
Dans un sens étroit, le terme soviétisation est souvent appliqué aux changements mentaux et sociaux se produisant au sein de la population de l'Union soviétique et de ses satellites qui ont conduit à la création du nouvel homme soviétique (selon ses partisans) ou Homo sovieticus (selon ses détracteurs).

## Voir également